# Giunzione metallo-semiconduttore
Nella fisica dello stato solido, una giunzione metallo-semiconduttore è una tipologia di giunzione nella quale un metallo viene messo in contatto con un materiale semiconduttore. È il primo tipo reale di dispositivo a semiconduttore. Le giunzioni M-S possono funzionare come rettificanti oppure possono non avere caratteristiche rettificanti. La giunzione M-S rettificante forma una barriera Schottky, costituendo un dispositivo noto come diodo Schottky, mentre una giunzione M-S non rettificante viene chiamata contatto ohmico (Si ricorda che una giunzione rettificante semiconduttore-semiconduttore, che è il dispositivo ad oggi più diffuso, è noto come giunzione p-n).

## Storia
La proprietà rettificante dei contatti metallo-semiconduttore furono scoperti da Ferdinand Braun nel 1874 usando mercurio in contatto con rame e semiconduttori in solfuro di ferro.
G.W. Pickard ricevette un brevetto nel 1906 su un contatto rettificante in silicio. Nel 1907, George W. Pierce pubblicò un articolo nella rivista Physical Review dove mostrò le proprietà rettificanti dei diodi prodotti tramite la polverizzazione catodica di diversi metalli su altrettanti semiconduttori. L'uso del diodo con giunzione M-S rettificante venne proposta da Lilienfeld nel 1926 nel primo dei suoi tre transistor brevettati come gate del transistor a effetto di campo. La teoria corretta dell'uso del gate in M/S in un transistor a effetto di campo venne formulata da William Shockley nel 1939.
I primi diodi M/S in applicazioni elettroniche vennero usati nei primi anni venti del '900, quando venne usato il cat's whisker rectifiers nelle radio. Essi consistono in un filo appuntito in tungsteno (della forma appunto di un baffo di gatto) la cui punta viene pressata contro una superficie su un cristallo in solfuro di piombo. Il primo rettificatore a larga area apparve intorno al 1926, esso consisteva in un semiconduttore in ossido di rame accresciuto termicamente su un substrato di rame. Successivamente, film di semiconduttori, come selenio, vennero evaporati su substrati metallici estesi per formare diodi raddrizzatori M/S. Questi diodi ad area estesa vennero usati per convertire corrente alternata in corrente continua nelle applicazioni di elettronica di potenza. Fra il 1925 e il 1940, i diodi M/S consistevano in un filo metallico sempre di tungsteno posto in contatto però con una base di silicio cristallino, essi vennero fabbricati in laboratori adibiti alla rilevazione di microonde nel range delle frequenze UHF. Un programma della seconda guerra mondiale, per la produzione di silicio ad alta purezza come cristallo di base per il contatto rettificante, venne suggerita da Frederick Seitz nel 1942 e con successo intrapresa dalla Stazione Sperimentale del E. I du Pont de Nemours Company.

## Teoria delle giunzioni metallo-semiconduttore
La prima teoria che predisse la corretta direzione di rettificazione della giunzione M-S venne data da Nevill Mott nel 1939. Egli trovò la soluzione sia per la diffusione che per le correnti di deriva delle cariche maggioritarie attraverso la zona di carica spaziale della superficie del semiconduttore la quale era nota sin dal 1948 come barriera Mott. Walter Schottky e Spenke estesero la teoria di Mott includendo uno ione donatore la cui densità è spazialmente costante attraverso lo strato superficiale del semiconduttore; ciò cambiò il campo elettrico da costante assunto da Mott in quello linearmente decrescente. Questo strato di carica spaziale del semiconduttore al di sotto del metallo è noto come barriera Schottky. Un'altra teoria simile fu proposta da Davydov nel 1939. Sebbene desse la corretta direzione della raddrizzazione, è stato dimostrato che la teoria di Mott e la sua estensione Schottky-Davydov dà torto al meccanismo di limitazione della corrente e alle formule tensione-corrente nei diodi rettificanti con giunzione M-S. La teoria corretta venne formulata da Hans Bethe e pubblicata da lui stesso in un M.I.T. Radiation Laboratory Report datato 23 novembre 1942. Nella teoria di Bethe la corrente viene limitata dall'effetto termoionico degli elettroni al di sopra del potenziale di barriera del metallo-semiconduttore. Così il nome più appropriato per il diodo M/S dovrebbe essere diodo Bethe, anziché diodo Schottky, poiché la teoria di Schottky non prevedeva correttamente le moderne caratteristiche del diodo M/S.